# Sphinx coloradus
Sphinx coloradus är en fjärilsart som beskrevs av Smith 1887. Sphinx coloradus ingår i släktet Sphinx och familjen svärmare. Inga underarter finns listade i Catalogue of Life.